# Salix pantosericea
Espèce
Classification APG III (2009)
Salix pantosericea est une espèce de plantes à fleurs de la famille des Salicaceae. C'est un saule arbustif originaire d'Europe centrale.

## Synonymie
- Salix argyrophylla   Lacksch. ex Goerz .

Aucune sous-espèce n'est énumérée dans Catalogue of Life.

## Description
Salix pantosericea, au bois jaune et au feuillage brillant, atteint une hauteur de 2,50 m. On le rencontre dans le Caucase,,,.